# سدیم تری‌فسفات
سدیم تری پلی ‌فسفات (به انگلیسی: Sodium tripolyphosphate) با فرمول شیمیایی Na۵P۳O۱۰ یک ترکیب شیمیایی با شناسه پاب‌کم ۵۱۷۰۴۷ است.

کیلیت کردن کاتیون فلزی توسط تری فسفات.

جرم مولی سدیم تری‌فسفات 367.864 g/mol می‌باشد. شکل ظاهری این ترکیب، پودر سفید است.